# Günter Grass

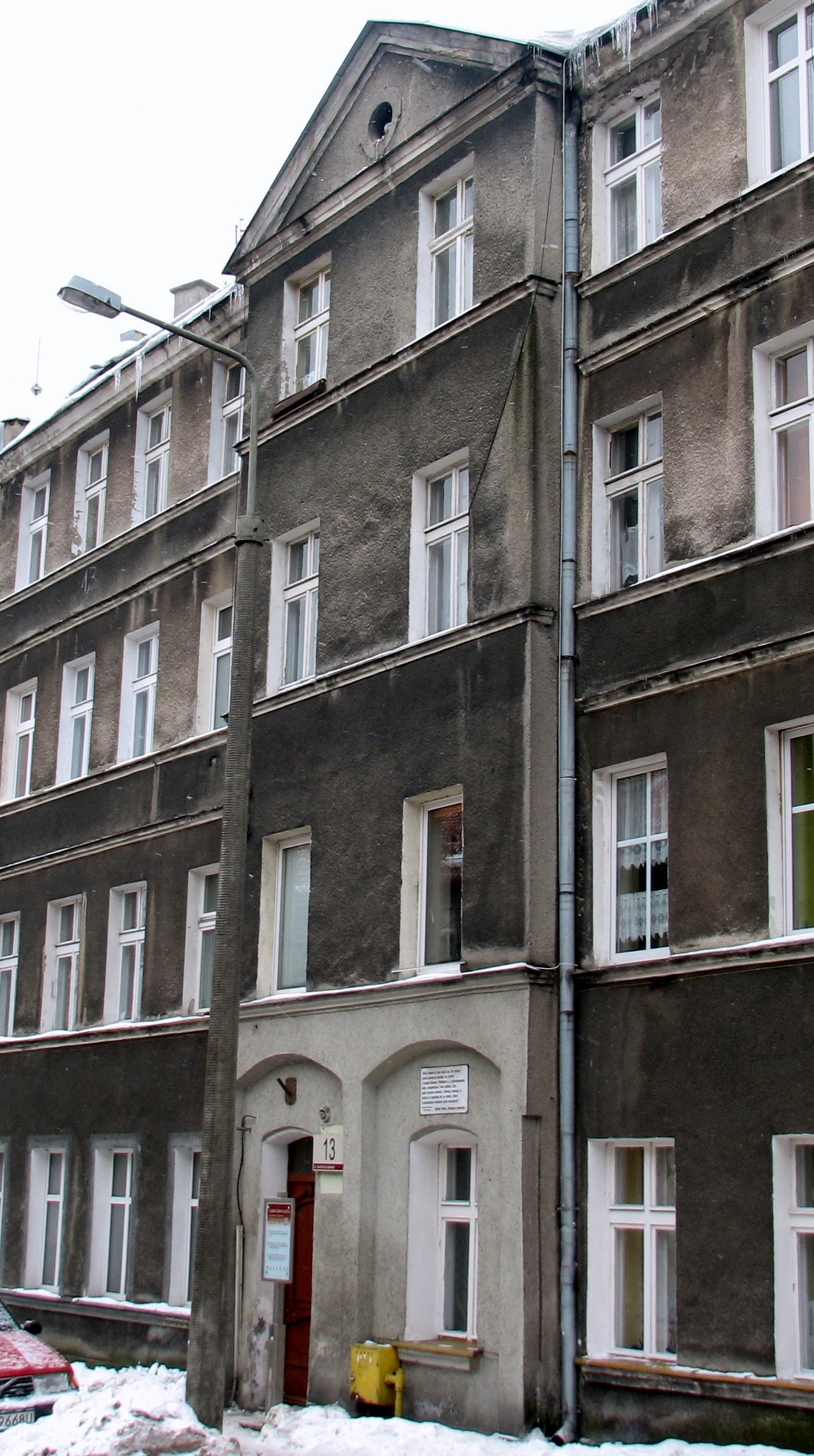
La casa de Günter Grass al Gdańsk d'abans de la guerra

Günter Grass [ˌg̊ʏntʿɐ ˈgʀas] (Gdańsk, ciutat lliure de Gdańsk, actualment Polònia, 16 d'octubre del 1927 - Lübeck, Alemanya, 13 d'abril del 2015) fou un escriptor alemany guardonat amb el Premi Nobel de Literatura el 1999.

## Biografia
Fill de pare alemany i mare caixubi, nasqué a la ciutat de Danzig el 16 d'octubre del 1927, ciutat que en aquell moment estava sota dominació alemanya, però que avui dia està situada a Polònia i s'anomena Gdańsk. Fou mobilitzat als divuit anys per participar en la Segona Guerra Mundial, en què fou ferit i fet presoner, i l'alliberaren el 1946.
Després de treballar en diversos oficis, Grass estudià pintura i escultura a Düsseldorf i Berlín, i viatjà posteriorment fins a Itàlia, Espanya (inclòs l'Empordà, on dibuixà sòbriament diversos motius característics del seu paisatge) i França. Establí la seva residència a París, on va escriure la seva obra més famosa, El timbal de llauna l'any 1959.
Membre del denominat Grup 47, Grass ha desenvolupat un paper essencial en la literatura alemanya de la postguerra, i ha rebut diverses distincions al llarg dels anys, com el Premi Büchner el 1965, el premi més prestigiós d'Alemanya; i el 1999 el Premi Príncep d'Astúries de les Lletres i el Premi Nobel de Literatura per unes faules que relaten la cara oblidada de la història.
En la presentació de les seves memòries, l'any 2006, reconegué la seva participació durant la seva joventut en les Waffen-SS, cos de combat de les SS, cosa que provocà un gran rebombori al seu país natal. La polèmica confessió ha originat una controvèrsia entre els intel·lectuals europeus. Alguns d'ells consideren que el fet passat esfondra l'estatus d'aval moral, mentre que d'altres pensen que la seva sinceritat, tot i ser tardana, reforça la seva legitimitat. Lech Wałęsa, després d'haver demanat que hom li retirés el títol de ciutadà d'honor de la vila de Gdańsk, li ha perdonat els errors de joventut.
Va morir el 13 d'abril del 2015.

## Obres publicades
- Danziger Trilogie
  - El timbal de llauna (Die Blechtrommel) 1959
  - El gat i la rata (Katz und Maus) 1961
  - Anys de gos (Hundejahre) 1963
- Anestèsia local (Örtlich betäubt) 1969
- Del diari d'un caragol (Aus dem Tagebuch einer Schnecke) 1972
- El turbot (Der Butt) 1979
- La trobada a Telgte (Das Treffen in Telgte) 1979
- Kopfgeburten oder Die Deutschen sterben aus 1980
- La ratessa (Die Rättin) 1986
- Trau la llengua. Un diari il·lustrat (Zunge zeigen. Ein Tagebuch in Zeichnungen) 1988
- Mals averanys (Unkenrufe) 1992
- Una llarga història (Ein weites Feld) 1995
- El Meu segle (Mein Jahrhundert) 1999
- Com els crancs (Im Krebsgang) 2002
- Letzte Tänze 2003
- Tot pelant la ceba (Beim Häuten der Zwiebel) 2006 - memòries -
- La caixa dels desitjos (Die Box) 2008 -memòries-